# Ларре (Кот-д’Ор)
Ларре́ (фр. Larrey) — коммуна во Франции, находится в регионе Бургундия. Департамент коммуны — Кот-д’Ор. Входит в состав кантона Лень. Округ коммуны — Монбар.
Код INSEE коммуны — 21343.

## Население
Население коммуны на 2010 год составляло 98 человек.

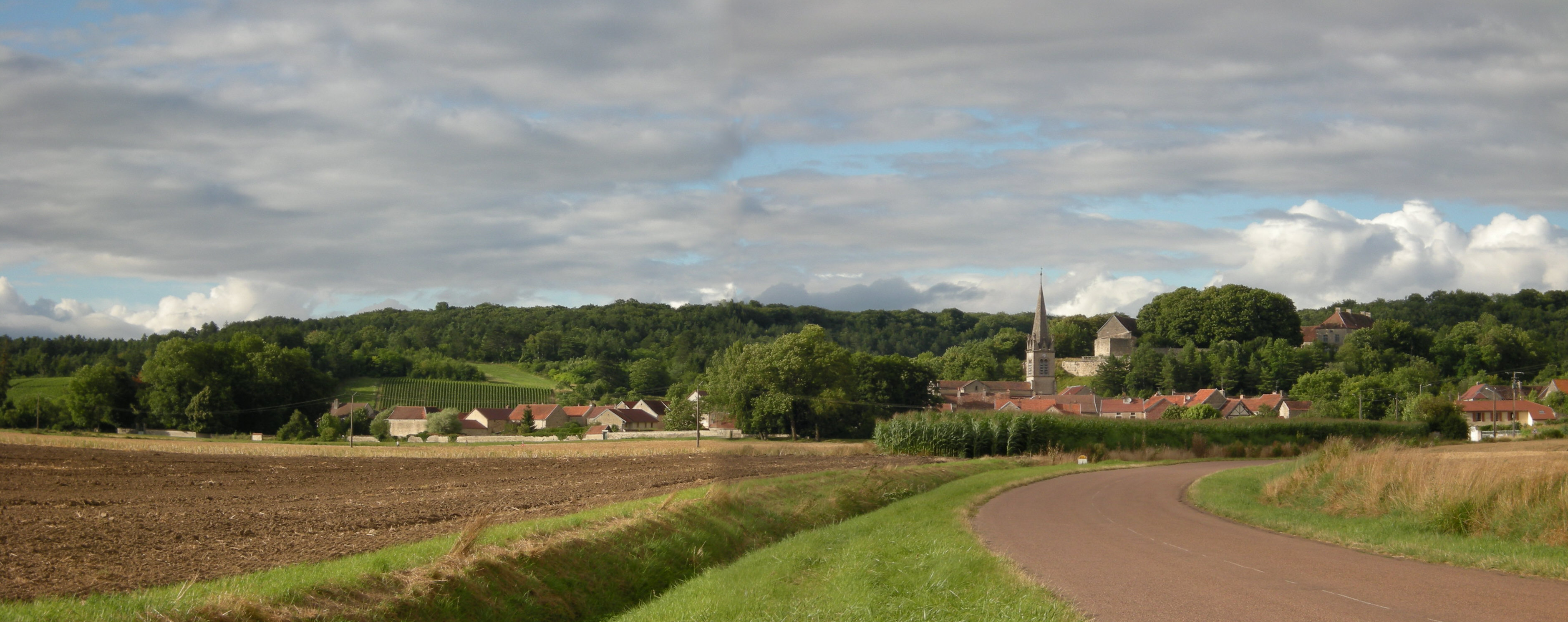
Ларре.

| 1962 | 1968 | 1975 | 1982 | 1990 | 1999 | 2010 |
| ---- | ---- | ---- | ---- | ---- | ---- | ---- |
| 135  | 107  | 92   | 104  | 92   | 67   | 98   |

## Экономика
В 2010 году среди 46 человек трудоспособного возраста (15—64 лет) 32 были экономически активными, 14 — неактивными (показатель активности — 69,6 %, в 1999 году было 63,6 %). Из 32 активных жителей работали 28 человек (17 мужчин и 11 женщин), безработных было 4 (1 мужчина и 3 женщины). Среди 14 неактивных 4 человека были учениками или студентами, 7 — пенсионерами, 3 были неактивными по другим причинам.